# Велика подела у рагбију
Велика подела у рагбију догодила се 1895, у Енглеској, када су настале две верзије рагбија:рагби 15 (рагби јунион) и рагби 13 (рагби лига). У свету су данас рагби лига и рагби јунион два различита спорта. Иако постоји нетрпељивост и ривалитет између "тринаестичара" и "петнаестичара", ова два спорта поред разлика имају и сличности.

## Историја
Лета 1895. рагби је још увек био аматерски спорт. Рагбисти у северном делу Енглеске су били незадовољни, јер им газде у фирмама у којима су радили, нису исплаћивали дневнице, када су били одсутни са посла, због повреда или због играња утакмице. Клубови са југа Енглеске су хтели, да рагби остане аматерски спорт, па се северни део одцепио и формирао свој савез. У Аустралији је 1908, почела да се игра професионална лига у рагбију 13. У Француској се рагби лига одцепила од рагби јуниона, тридесетих година 20. века, јер су ранији покушаји саботирани. Рагби лига је прва верзија рагбија, која је прешла на професионализам. Рагби јунион је постао професионални спорт тек 1995. Историјски гледано, највећа сила у рагби лиги је Аустралија, а у рагби јуниону то је Нови Зеланд. Прво светско првенство у рагби лиги, одиграно је 1954. А прво светско првенство у рагби јуниону, одиграно је 1987. Чувени "сукоб кодова" (енгл. Clash of the Codes) био је 1996, када је одигран двомеч између Бата, славног енглеског рагби јунион клуба и Вигана, славног енглеског рагби лига клуба. Први меч је одигран по правилима рагби лиге и Виган је победио са убедљивих 82-6. Други меч је одигран по правилима рагби јуниона, а Бат је победио са 44-19.

## Разлике и сличности
Правила обе верзије рагбија су се мењала кроз историју. Основна правила су иста, лопта се додаје саиграчу рукама уназад, ногом се шутира унапред. Основна разлика између 2 спорта је у томе што када играч буде оборен у рагби лиги игра се play the ball, а у рагбију јуниону формира се рак. Приликом play the ball-a 2 играча нападачког тима стају један иза другог, а још 2 одбрамбена играча исто тако стају наспрам њих. Одбрамбени тим се повлачи 10 метара уназад. Само извођење се врши тако што први нападачки играч (онај који је оборен) лагано шутне лопту играчу иза њега, а овај даље може сам да игра или да додаје даље. Код рагби јуниона оборени играч је дужан да пусти лопту, и формира се рак. Циљ и једне и друге екипе је да прегурају противника и да лопта остане иза њихових ногу. У рагби лиги у једном нападу играчи нападачке екипе могу бити оборени највише 6 пута, после чега морају да предају лопту противничком тиму, а у рагби јуниону могу бити обарани неограничен број пута. Правила рагби лиге су много једноставнија, нема рака, нема мола, нема гурања у скраму... Рагби лига је доста динамичнија верзија рагбија и углавном су ову верзију, кроз историју играли момци из сиромашнијег слоја становништва (радничка класа), док је рагби јунион увек важио за аристократски спорт. Обичном љубитељу спорта, који би први пут дошао да гледа рагби, вероватно би се више свидео рагби 13, јер су правила рагбија 15 јако комплексна. Рагби 15 је много тактички и интелектуално захтевнији спорт, док у рагбију 13 има више физичког контакта, обарања, куцања... Тим за рагби лигу, има 13 играча у стартној постави и 4 на клупи за резерве. Тим за рагби јунион, има 15 играча у стартној постави и 8 на клупи за резерве. У рагби лиги, екипа која има посед лопте, има 6 напада до постигне поене, са друге стране у рагби јуниону, екипа која има посед лопте, има неограчине број напада, све док јој противничка екипа својим умећем, не одузме посед лопте. Видео технологија и четврти судија уведени су у рагби лиги 1996, а у рагби јуниону 2001. Ни димензије терена нису исте. Терен за рагби јунион је дугачак до 144 м, широк 70 м, а терен за рагби лигу, је дугачак до 122 м, а широк до 68 м. Тим за рагби лигу се састоји од 7 бекова и 6 играча скрама, а тим за рагби јунион се састоји од 8 играча скрама и 7 бекова. Постоји и рагби 7, варијанта рагби јуниона са 7 играча и рагби 9, варијанта рагби лиге са 9 играча у једној екипи.
Поентирање:
- Есеј, вреди 4 поена у рагбију лиги, а 5 поена у рагби јуниону.
- Претварање, вреди 2 поена у обе верзије рагбија.
- Дроп кик, вреди 1 поен у рагби лиги, а 3 поена у рагби јуниону.
- Шут из казне вреди 2 поена у рагби лиги, а 3 поена у рагби јуниону.

## Која верзија рагбија је популарнија
Рагби јунион је популарнија варијанта рагбија. Рагби јунион се игра у 117 држава, а рагби лига у 42 државе. Рагби јунион је после фудбала, други најпопуларнији колективни спорт на планети. О овоме сведочи податак да је светско првенство у рагбију 15, трећи најгледанији спортски догађај после Светског првенства у фудбалу и Летњих олимпијских игара. Нека од најгледанијих рагби јунион такмичења су супер рагби, куп европских шампиона, куп шест нација... У свету је дакле рагби јунион драстично популарнији од рагби лиге, али у појединим земљама као што су Аустралија, Србија, Папуа Нова Гвинеја... рагби лига је популарнија верзија рагбија. Рагби јунион је олимпијски спорт, рагби 15 је био део олимпијских игара почетком двадесетог века, а на олимпијским играма 2016, играће се рагби седам. Најгледаније клупско такмичење у рагби јуниону је НРЛ, где учествује 15 тимова из Аустралије и 1 са Новог Зеланда. Просечна посећеност на на утакмицама НРЛ-а је око 16 000 гледалаца. У Великој Британији, финална утакмица супер лиге, уме да привуче и до 70 000 љубитеља рагбија 13, на трибине Олд Трафорда, а финале челинџ купа на Вемблију и до 80 000 гледалаца.
Земље у којима је рагби јунион први спорт:
- Нови Зеланд
- Велс
- Грузија
- Фиџи
- Самоа
- Тонга
- Кукова Острва
- Намибија
- Јужноафричка Република
- Мадагаскар

Земље у којима је рагби лига први спорт:
- Папуа Нова Гвинеја

## Играчи који су играли обе верзије рагбија
Поједини рагбисти су играли и рагби 13 и рагби 15. Ово су неки од најпознатијих:
- Израел Фолау
- Гетин Џенкинс
- Герет Томас
- Сем Бурџес
- Крис Ештон
- Џејсон Робинсон
- Овен Фарел
- Тана Умага
- Бред Торн
- Сони Бил Вилијамс